# Grand écuyer de France
 (juillet 2010).
Si vous disposez d'ouvrages ou d'articles de référence ou si vous connaissez des sites web de qualité traitant du thème abordé ici, merci de compléter l'article en donnant les références utiles à sa vérifiabilité et en les liant à la section « Notes et références ».
Le grand écuyer de France était l'un des grands officiers de la couronne de France pendant l’ancien Régime.
Auparavant désigné comme « maître de l'écurie », le grand écuyer voit sa charge érigée en grand office de la couronne aux alentours de 1470. Le premier détenteur de ce titre est Alain Goyon, seigneur de Villiers, de Thieuville et du Mesnilgarnier.
Le grand écuyer, communément appelé « monsieur le Grand », est responsable des écuries royales. Il dirige personnellement la grande écurie de Versailles, alors que son subordonné, le premier écuyer de France (« monsieur le Premier »), a la charge de la petite écurie. La première est principalement composée des commanderies chevalières ainsi que du haras royal, tandis que la seconde s'oriente vers les montures d'usage civil, tels que les carrosses et autres voitures. L'autorité du grand écuyer s'étend aussi, dans le territoire du royaume, aux haras et aux académies de formation des jeunes nobles aux arts militaires, il dirige l’École des pages du roi en sa grande écurie réservée aux fils des familles de la noblesse militaire remontant au moins à 1550, tandis que son adjoint le premier écuyer, dirige celle des pages du roi en sa petite écurie, réservée aux fils des familles de la noblesse remontant au moins à 1550. La réception comme page du roi en sa Grande Écurie ou sa Petite Écurie était, pour une famille, un honneur qui venait juste après celui des Honneurs de la Cour.
Il a le privilège de porter l'épée du roi lors des cérémonies qui se passent à l'extérieur des palais royaux.
Entre 1643 et la Révolution, le grand écuyer est toujours choisi dans la maison de Lorraine. Il est l'héritier des comes stabuli, compagnons des écuries dont on fit les Connétables.

## Ornements héraldiques

Ornements extérieurs de l'écu du Grand Écuyer de France

En plus de son écu montrant ses armes, le grand écuyer de France porte, de chaque côté une épée d'or, avec fourreau et baudrier semé de France.

## Liste des maîtres de l'écurie du roi
- 1290-1295 : Roger
- 1285-1298 : Pierre Gentien († 1298)
- 1298-1299 : Denis de Melun († 1299)
- 1299 : Jacques Gentien († 1304)
- 1299 : Guillebaut († 1299)
- 1299-1316 : Gilles Granches
- 1316-1321 : Guillaume Pisdoe
- 1321-1325 : Jean Bataille († 1325)
- 1325-1330 : Gilles de Clamart († 1330)
- 1330-1333 : Philippe des Moustiers
- 1333-1340 : Oudart des Taules
- 1340-1345 : Henri de Lyénas († 1345)
- 1345-1353 : Guillaume de Boncourt († 1353)
- 1353-1364 : Guillaume de Champagne dit "le Maréchal" († 1361)
- 1364-1373 : Martelet du Mesnil († 1373)
- 1373-1376 : Trouillart de Caffort
- 1376-1397 : Gollart de Tanques (Tincques[3]) († 1397)
- 1397-1399 : Robert de Montdoucet dit "le Borgne" († 1399)
- 1399-1411 puis 1412-1413 : Philippe de Giresme dit "le Cordelier"
- 1411-1412 : Jean de Kaernien († 1412)
- 1413-1418 : Jean de Dicy dit "Bureau"
- 1417-1419 : Hugues de Noé[n 1]
- 1418-1420 : André de Toulongeon[n 2]
- 1418-1423 : Pierre Frotier
- 1420-? : Huet de Corbie[n 2]
- 1423-? : Jean du Cigne

## Liste des grands Maîtres de l’Écurie du Roi
- ?-1427 : Jean du Vernet († 1427)
- 1429-1454 : Jean Poton de Xaintrailles
- 1454-1477 : Tanneguy du Chastel

## Liste des grands écuyers de France

### Ancien Régime
- 1483-1505 : Pierre II d'Urfé († 1508)
- 1505-1525 : Galeazzo Sanseverino, comte de Caiazzo, en français Galéas de Saint-Séverin, comte de Gaiasse (Saint-Séverin), seigneur de Mehun-sur-Yèvre († 1525) ;
- 1525-1546 : Jacques Ricard de Genouillac, seigneur d'Acier-en-Quercy (1465-1546) ;
- 1546-1570 : Claude Gouffier, duc de Roannais (1501-1570) ;
- 1570-1597 : Léonor Chabot, comte de Charny et de Buzançais (1525-1597) ;

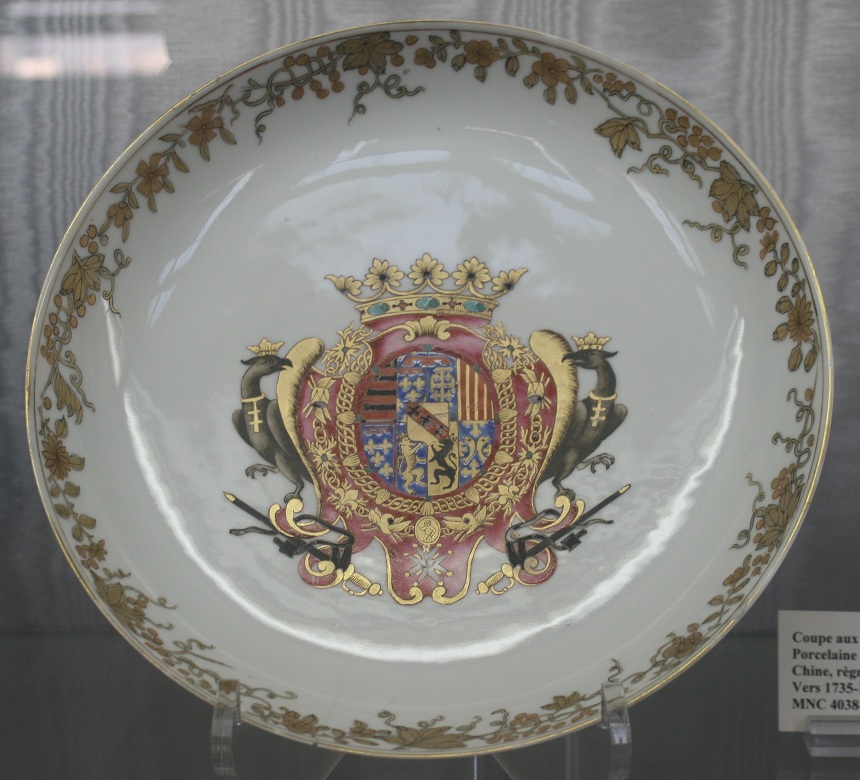
Armes de Charles de Lorraine, comte d'Armagnac, grand écuyer de 1712 à 1751.

- 1597-1605 : Charles de Lorraine, duc d'Elbeuf (1556-1605) ;
- 1605-1611 et 1621-1639 : Roger II de Saint-Lary, duc de Bellegarde (1562-1646) ;
- 1611-1621 : César-Auguste de Saint-Lary, baron de Termes († 1621) ;
- 1639-1642 : Henri Coiffier de Ruzé d'Effiat, marquis de Cinq-Mars (1620-1642) ;
- 1643-1658 : Henri de Lorraine, comte d'Harcourt (1601-1666) ;
- 1658-1677 : Louis de Lorraine, comte d'Armagnac (1641-1718) ;
- 1677-1712 : Henri de Lorraine, comte de Brionne (1661-1712) ;
- 1712-1751 : Charles de Lorraine, comte d'Armagnac (1684-1751) ;
- 1752-1761 : Louis-Charles de Lorraine (1725-1761) ;
- 1761-1791 : Charles-Eugène de Lorraine, prince de Lambesc, duc d'Elbeuf (1751-1825) ; la fonction fut exercée par sa mère, Louise-Julie-Constance de Brionne de 1761 à sa majorité[4].

### Premier Empire
- 1805-1814 : Armand de Caulaincourt, général, duc de Vicence (1773-1827).

### Restauration
En 1814, la charge est reconstituée mais non pourvue. Les fonctions du Grand écuyer sont assumées par un écuyer commandant, le marquis de Vernon (de 1814 à 1824 sous Louis XVIII).

### Second Empire
- 1852-1854 : Armand Leroy de Saint-Arnaud, maréchal de France (1798-1854) ;
- 1865-1870 : Émile-Félix de Fleury, général, comte de Fleury (1815-1884).